# (73723) 1993 FJ20
(73723) 1993 FJ20 – planetoida z pasa głównego asteroid okrążająca Słońce w ciągu 3,71 lat w średniej odległości 2,4 j.a. Odkryta 19 marca 1993 roku.